# 에네르기아

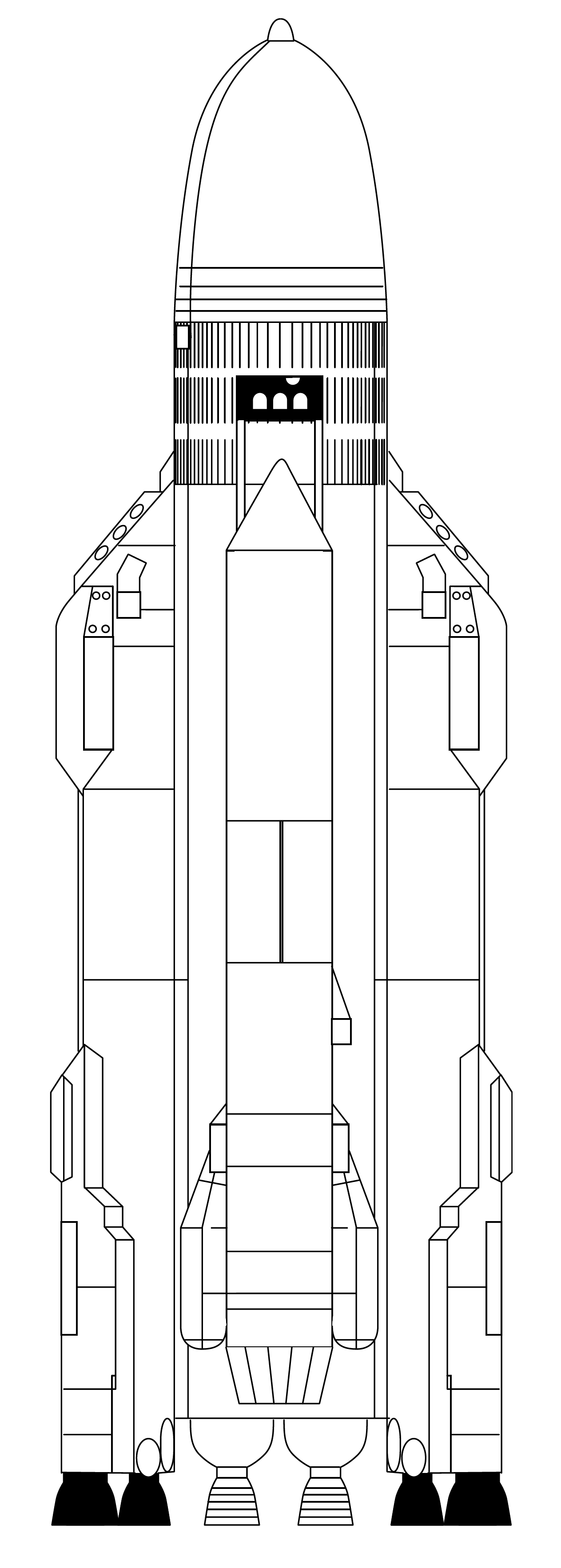
에네르기아

에네르기아(러시아어: Энергия, '에너지'를 의미) 로켓은 구 소련의 로켓으로, NPO 에네르기아에 의해 무거운 중량을 올릴 수 있는 소모성 발사 시스템, 그리고, 부란 우주왕복선의 부스터(보조 추진 로켓)로서 설계되었다. 에네르기아는 저궤도에 100톤을 올릴 수 있는 출력을 갖고 있었다.

## 같이 보기
- 부란